# Пан театар
Пан театар основао је брачни пар Ђурашковић – Викторовић 1995. године у Београду. Позориште Пан театар је првобитно изводило представе на гостујућим позорницама.

## Историја
Од 4. априла 1998. године позориште добија сталну сцену у Булевару Краља Александра број 298. Позориште је првобитно изводило представе намењене дечијем узрасту, а од 2. јуна 2006. године отвара сталну вечерњу сцену.
Позориште Пан Театар добитник је значајних награда дечијих позоришта, неке од тих награда су награда Зоран Радмиловић за најбољу представу на Фестивалу детета у Зајечару, награда на Фестићу за најбољу женску улогу, награда за најбољу луткарску анимацију на Фестивалу дечијих позоришта у Котору итд.